# Meredith (entreprise)
Meredith Corporation est un conglomérat de médias américain basé à Des Moines dans l'Iowa. La société possède deux divisions : les médias nationaux et les médias locaux.

## Histoire
En septembre 2015, Media General acquiert pour 2,34 milliards de dollars Meredith Corporation, créant un nouvel ensemble qui prend le nom de Meredith Media General. Les actionnaires de Media General détiendront 65 % du nouvel ensemble, contre 35 % pour ceux de Meredith. Cependant cette acquisition échoue, de par l'acquisition de Media General par Nexstar Media Group pour 4,1 milliards de dollars.
En novembre 2017, Meredith lance une offre d'acquisition sur le groupe américain Time pour 1,84 milliard de dollars, hors reprise de dette, après plusieurs tentatives infructueuses en 2013 et 2017. En février 2018, à la suite de l'acquisition de Time, il vend les activités du Times au Royaume-Uni comprenant les magazines NME et Marie Claire.
En 2018, Meredith lance Hungry Girl magazine.
En mars 2018, Meredith annonce la suppression de 1 200 postes.
Le 17 juillet 2019, les négociations entre Meredith et Dish Network pour la diffusion des chaînes locales sur les bouquets du fournisseur par satellite tournent mal et provoquent des écrans noirs.

## Organisation

### Presse et multimédia
Magazines
- 25 Beautiful Homes
- Ageless Iron
- Allrecipes Magazine
- American Baby
- American Patchwork & Quilting
- Better Homes and Gardens[9]
- Country Life
- Diabetic Living
- Do-It-Yourself
- Eat This, Not That
- EatingWell
- Entertainment Weekly (de Time Inc.)[9]
- Every Day with Rachael Ray
- FamilyFun
- Fitness
- Food & Wine
- Health
- InStyle (de Time Inc.)[9]
- Living the Country Life
- Midwest Living
- Parents[9] (et Ser Padres)
- People (de Time Inc.)[9]
- Practical Boat Owner
- Real Simple (de Time Inc.)[9]
- Shape
- Siempre Mujer
- Southern Living
- Successful Farming
- Traditional Home
- Travel + Leisure (de Time Inc.)[9]
- Wood

Sites internet
- Allrecipes.com[10]
- mywedding.com[11]
- Myspace

### Stations de télévisions locales
(juillet 2020).